# 沃德诺布耶拉奇诺耶农村居民点
沃德诺布耶拉奇诺耶农村居民点（俄语：Воднобуерачное сельское поселение）是俄罗斯联邦伏尔加格勒州卡梅申区所属的一个农村居民点。其下辖有5个居民点，行政中心为沃德诺布耶拉奇诺耶。据2016年统计，该农村居民点的人口为1622人。